# 比爾角
比爾角（英語：Bier Point），是南極洲的海岬，位於維多利亞地的博克格雷溫克海岸，處於坎貝爾冰川東岸，美國地質調查局根據測量和美國海軍拍攝的空中照片繪入地圖，現時由南極條約體系管理。